# صاحب المقام
صاحب المقام هو فيلم مصري من إنتاج سنة 2020.الفيلم من إخراج  محمد جمال العدل وتأليف إبراهيم عيسى وإنتاج أحمد السبكي ومن بطولة آسر ياسين،أمينة خليل،يسراوبيومي فؤاد.عرض الفيلم في 30 يوليو 2020 وحقق أكثر من 20 مليون مشاهدة.
قصة الفيلم مأخوذة من الفيلم الإسرائيلي مكتوب، وتاريخ صدوره يوافق يوم عرفة لسنة 1441 هـ.
صاحب المقام هو أول فيلم مصري يتم عرضه على منصة إلكترونية (منصة شاهد) بدلاً من السينما وذلك بسبب جائحة كورونا التي أغلقت صالات السينما.

## نبذة
يعيش يحيى في عالم من الثروة واللا مبالاة، وحينما يقرر هدم مقام يرتاد عليه الزوار من أجل إنشاء منتجع سياحي، سرعان ما تنقلب الأمور، ويصبح الأمل الوحيد في امرأة غامضة تُدعى روح.

## طاقم التمثيل
- آسر ياسين بدور يحيي
- يسرا بدور روح
- أمينة خليل بدور راندة
- بيومي فؤاد بدور حليم - حكيم
- هالة فاخر بدور المرأة في مسجد الحسين
- إبراهيم نصر بدور عبد الحميد
- فريدة سيف النصر بدور هنادي
- ريهام عبد الغفور بدور جارة هنادي
- محسن محيي الدين  بدور الشيخ في مسجد الامام الشافعي

## وصلات خارجية
- صاحب المقام على موقع قاعدة بيانات الأفلام العربية